# Michael Olheiser
Michael Olheiser (Forest Lake, 23 januari 1975) is een Amerikaans wielrenner die in 2016 reed voor Lupus Racing Team.

## Overwinningen
2005
 Amerikaans kampioen op de weg, Masters (30-34 jaar)
2006
 Amerikaans kampioen op de weg, Masters (30-34 jaar)
 Wereldkampioen tijdrijden, Masters (30-39 jaar)
2007
 Wereldkampioen tijdrijden, Masters (30-39 jaar)
2008
4e etappe Ronde van Belize
 Amerikaans kampioen op de weg, Masters (30-34 jaar)
 Amerikaans kampioen tijdrijden, Elite zonder contract
2009
 Amerikaans kampioen tijdrijden, Elite zonder contract
 Amerikaans kampioen op de weg, Elite zonder contract
 Amerikaans kampioen tijdrijden, Masters (30-34 jaar)
 Amerikaans criteriumkampioen, Masters (30-34 jaar)
 Wereldkampioen tijdrijden, Masters (30-39 jaar)
8e etappe Ronde van Southland
2009
 Amerikaans kampioen tijdrijden, Elite zonder contract
 Amerikaans kampioen op de weg, Elite zonder contract
 Amerikaans kampioen tijdrijden, Masters (35-39 jaar)
 Amerikaans kampioen op de weg, Masters (35-39 jaar)
2011
 Amerikaans kampioen tijdrijden, Masters (35-39 jaar)
 Amerikaans criteriumkampioen, Masters (35-39 jaar)
 Wereldkampioen tijdrijden, Masters (35-39 jaar)
2012
1e etappe Rutas de América
2013
 Amerikaans kampioen tijdrijden, Masters (35-39 jaar)
2016
7e etappe Vuelta Independencia Nacional

## Ploegen
- 2012 –  Competitive Cyclist Racing Team
- 2014 –  InCycle-Predator Components Cycling Team
- 2015 –  Lupus Racing Team
- 2016 –  Lupus Racing Team

Beyer · David · Flautt · Gravois · Jeannès · Jowsey · E. Murphy · K. Murphy · Neagos · Olheiser · Rugg · Schurman · Stone · Vaubourzeix
Beyer · Chavarría · David · Flautt · Horner · Jeannès · Lazzarotto · Lewis · Mead-Vancort · Miller · Murphy · Olheiser · Stone · Tankersley · Tanovitchii · Vaubourzeix